# 大滝樹
大滝 樹（おおたき いつき、1988年2月9日 - ）は、日本の女優、ダンサー。エイジアプロモーション所属。新潟県出身。

## 経歴

### ダンサーとしての活動
- 1998年小林紀子バレエアカデミーに入学。子役として新国立劇場で多くの作品に出演。2002年小林紀子バレエシアター公演「くるみ割り人形」にクララ役で主演。

- 2004年スペイン・バルセロナに渡り、Ballet de Santa Coloma de Garamenet David Camposに研究生として入団。ドン・キホーテ、くるみ割り人形、カルミーナ・ブラーナ、その他多数出演。

- 2006年イタリア・ミラノに渡り、ミラノ・スカラ座エトワール、Roberto Fascilla, Guido Marniに師事。ミラノ政府主催ファッションショー、ダンスイベントに多数出演。

- 2008年アメリカ・ニューヨークに渡り、Neville Dance Theaterにメインダンサーとして入団。「くるみ割り人形」より足笛を踊る。その他、オリジナル作品に多数出演。

- 2009年コンテンポラリーダンスカンパニー、Marie-Christine Giordano Dance Companyにメインダンサーとして入団。Marie-Christine Giordanoによる振り付け作品に多数主演。2010年5月、ニューヨーク政府主催、New York Dance Paradeに出演。

- 2010年帰国。ABC東京に入団。2011年、ジャズダンスを浅川絵衣子に師事しつつ、3月、浅川のアシスタントを勤め、タイでの指導も勤める。同年7月、タイ・バンコクにて東北地方大震災被災者の方々に向けたチャリティーイベント『Dance for Japan』に出演。

### 女優としての活動
- 2016年北区AKT STAGE3期生として入団[2]。
- 2016年10月ウイントアーツ所属。
- 2023年7月ウイント退所。
- 2025年1月エイジアプロモーション所属。

## 人物
- 身長167ｃｍ。スリーサイズはB84　W60　H87。靴のサイズは24.5。[1]
- 海外でのダンサー活動のため、英語、イタリア語、スペイン語を使いこなせる。
- 殺陣稽古中、「えぇい！」の掛け声を「HEY！」とよく言い間違える。

## 出演

### 舞台
2016年
- 北区アクトステージ「熱海殺人事件 売春捜査官」（3月5日～3月6日　島原市有明総合文化会館2階多目的ホール）-木村伝兵衛部長刑事役※主演[3]
- 北区アクトステージ「あゝ同期の桜」（7月7日〜10日　北とぴあ・つつじホール）-松岡雪枝役[4]
- 北区アクトステージ「熱海殺人事件 売春捜査官」（12月14日～18日　北とぴあ・ペガサスホール）-木村伝兵衛部長刑事役※主演[5]

2017年
- 「横浜グラフィティ　アゲイン」（2月28日～3月5日　俳優座劇場）- マージ役[6]
- 北区アクトステージ「弁護士バイロン」（4月8日〜16日　北区AKT STAGEアトリエ）[7]
- 北区アクトステージ「弁護士バイロン」（5月3日〜7日　北区AKT STAGEアトリエ）[8]
- 北区アクトステージ「寝盗られ宗介」（7月14日~7月17日　北とぴあ・つつじホール）※主演[9]
- タイツマンズ「俺のタイツ」（8月1日～6日　赤坂RED THEATER）[10]
- 劇団たいしゅう小説家「迷探亭小南事件簿・4」仕掛け花火の女（8月23日～27日　萬劇場）
- 「ヘルプマン!～監査編～」（11月4日〜12日　俳優座劇場）[11]
- 北区アクトステージ「熱海殺人事件 売春捜査官」（12月13日〜17日　北とぴあ・ペガサスホール）- 木村伝兵衛部長刑事役※主演[12]

2018年
- 「佐藤佐吉大演劇祭in北区」『蒲田行進曲』（3月11日　王子駅前 東武スクエア広場特設ステージ）- 村瀬小夏 役
- 熱海殺人事件／売春捜査官（2018年4月12日〜15日　★☆北区AKT STAGE西が丘アトリエ）- 木村伝兵衛部長刑事 役
- 北区ACT STAGE 仙台特別講演「熱海殺人事件 女・木村伝兵衛バージョン」（2018年4月26日　宮城学院女子大学 講堂）- 木村伝兵衛部長刑事 役
- 「すなっく ラ・ボエーム」（5月15日〜20日　俳優座劇場）[13]
- 北区AKT STAGE 2018年夏 本公演「二代目はクリスチャン」（2018年6月21日〜24日　北とぴあ・つつじホール）- 今日子 役
- 戦国TAPミュージカル「TAKEDA」（2018年11月28日〜12月2日　東京芸術劇場シアターウエスト）
- WINTARTS 1st STAGE 2018「The Phantom Carol ～聖夜の怪人～」（2018年12月20日〜24日　角座）- 宮本由美 役

2019年
- 「IdentityV STAG  Episode 1『What to draw』」（2019年11月29日～12月8日　サンシャイン劇場）- 芸者（美智子） 役
- WINTARTS 2nd STAGE「謝罪会見プランナー」（2019年12月26日～29日　角座）- 与謝野記子 役

2020年
- 「IdentityV STAGE Episode3『Cry for the moon』」（2020年9月10日～18日　TACHIKAWA STAGE GARDEN（立川ステージガーデン）- 芸者（美智子） 役

2024年
- 橘くんは完璧じゃない!（2024年10月17日〜27日、参宮橋トランスミッション）[14]

### 映画
- 「写真の女」（2020年、監督：串田壮史）‐ キョウコ 役
- 「ペルセポネーの泪」（2021年、監督：磯部鉄平・源田泰章） - スナックのママ 役
- 「マイマザーズアイズ」（2023年、監督：串田壮史）[15]
- 「初級演技レッスン」（2025年、監督：串田壮史）[16]

### ショートフィルム
2017年
- 「声」（監督：串田壮史）‐ いつき役

### テレビドラマ
- 「刑事7人」（2018年8月29日　テレビ朝日）
- 「御曹司ボーイズ」第1話＆第2話（2019年7月5日　TOKYO MX　他）
- 真夜中ドラマ「江戸前の旬season2」（2019年11月2日　BSテレ東）
- 「刑事7人 season 6」第4話（2020年8月26日　テレビ朝日）‐ スナックのママ 役
- 「TOKYO VICE」第7話（2022年4月、HBO Max・WOWOW） - イチカ 役

### 配信
- ハピゴラ！（2018年11月、GYAO）
- 御曹司ボーイズ 第1話＆第2話（2019年4月、Abema TV）
- Netflixオリジナルシリーズ「全裸監督」第2話（2019年8月、Netflix）
- 「SKE48×パートナーエージェント」婚活体験記 再現VTR（2020年8月）

### ミュージックビデオ
2015年
- ASIAN KUNG-FU GENERATION「Right Now」ダンサー出演（監督：行定勲）